# Selecció de bàsquet de Polònia

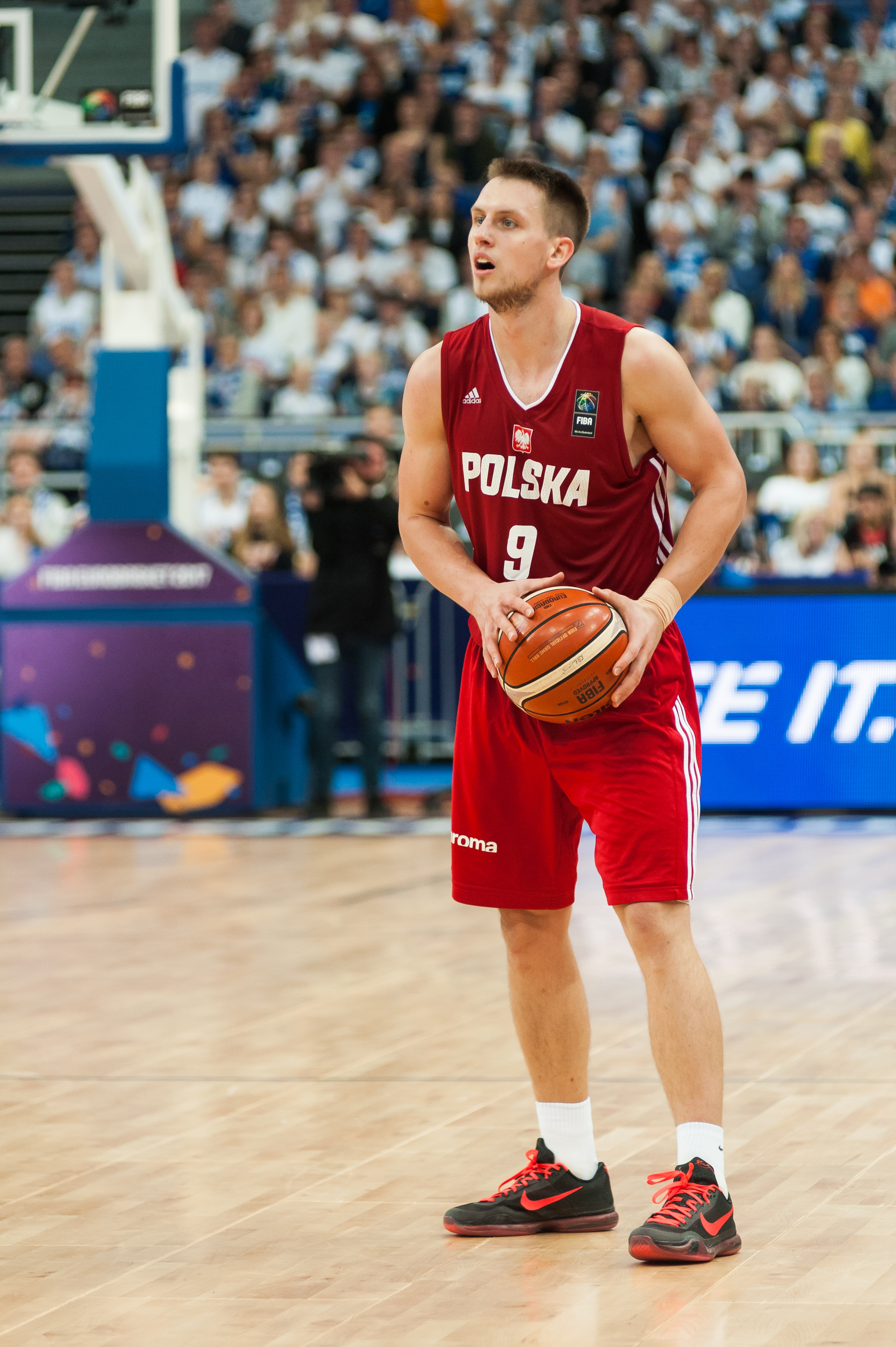
Mateusz Ponitka amb la selecció de Polònia a l'EuroBasket 2017.

La Selecció de bàsquet de Polònia és l'equip format per jugadors de nacionalitat polonesa que representa la Federació Polonesa de Bàsquet en les competicions internacionals organitzades per la Federació Internacional de Bàsquet (FIBA) o el Comitè Olímpic Internacional (COI).
La primera participació de Polònia en una gran competició internacional fou als Jocs Olímpics d'estiu de 1936 a Berlín. En la classificació final acabà en una meritòria quarta posició de 23 seleccions. El seu èxit més important fou una segona posició al Campionat d'Europa de 1963.

## Classificacions

### Jocs Olímpics
- 1936 - 4
- 1960 - 7
- 1964 - 6
- 1968 - 6
- 1972 - 10
- 1980 - 7

### Campionats mundials
- 1967 - 5
- 2019 - 8

### Campionats europeus
- 1937 - 4
- 1939 -  3
- 1946 - 9
- 1947 - 6
- 1955 - 5
- 1957 - 7
- 1959 - 6
- 1961 - 9
- 1963 -  2
- 1965 -  3
- 1967 -  3
- 1969 - 4
- 1971 - 4
- 1973 - 12
- 1975 - 8
- 1979 - 7
- 1981 - 7
- 1983 - 9
- 1985 - 11
- 1987 - 7
- 1991 - 7
- 1997 - 7
- 2007 - 13
- 2009 - 9
- 2011 - 17
- 2013 - 21
- 2015 - 9
- 2017 - 18
- 2022 - 4

## Jugadors destacats
- Andrzej Nartowski
- Zbigniew Dregier
- Kazimierz Frelkiewicz
- Marcin Gortat
- Edward Jurkiewicz
- Eugeniusz Kijewski
- Grzegorz Korcz
- Waldemar Kozak
- Maciej Lampe
- Wiesław Langiewicz
- Bohdan Likszo
- Mieczysław Łopatka
- Mieczysław Młynarski
- Dariusz Parzeński
- Jerzy Piskun
- Andrzej Pluta
- Andrzej Pstrokoński
- Krzysztof Sitkowski
- Paweł Stok
- Janusz Wichowski
- Adam Wójcik
- Dariusz Zelig
- Maciej Zieliński
- Jerzy Binkowski